# Castigo divino
O castigo divino é uma punição sobrenatural contra uma pessoa, um grupo de pessoas, ou toda a humanidade por uma divindade, em resposta a alguma ação humana. Muitas culturas têm uma história sobre como uma divindade puniu os habitantes anteriores de sua terra, causando sua destruição.

## Politeísmo
Nas religiões politeístas o castigo divino é bastante falado, por exemplo por Homero e na tragédia grega, 
O conceito de punição divina é absolutamente negado no Budismo. Gautama Buda não endossa a crença em uma divindade criadora, se recusou a expressar qualquer ponto de vista sobre a criação e afirmou que questões sobre a origem do mundo são inúteis. A falta de adesão  na noção de uma divindade criadora  onipotente ou um  motor principal é visto por muitos como uma distinção fundamental entre o Budismo e outras religiões.

## Ira de Deus

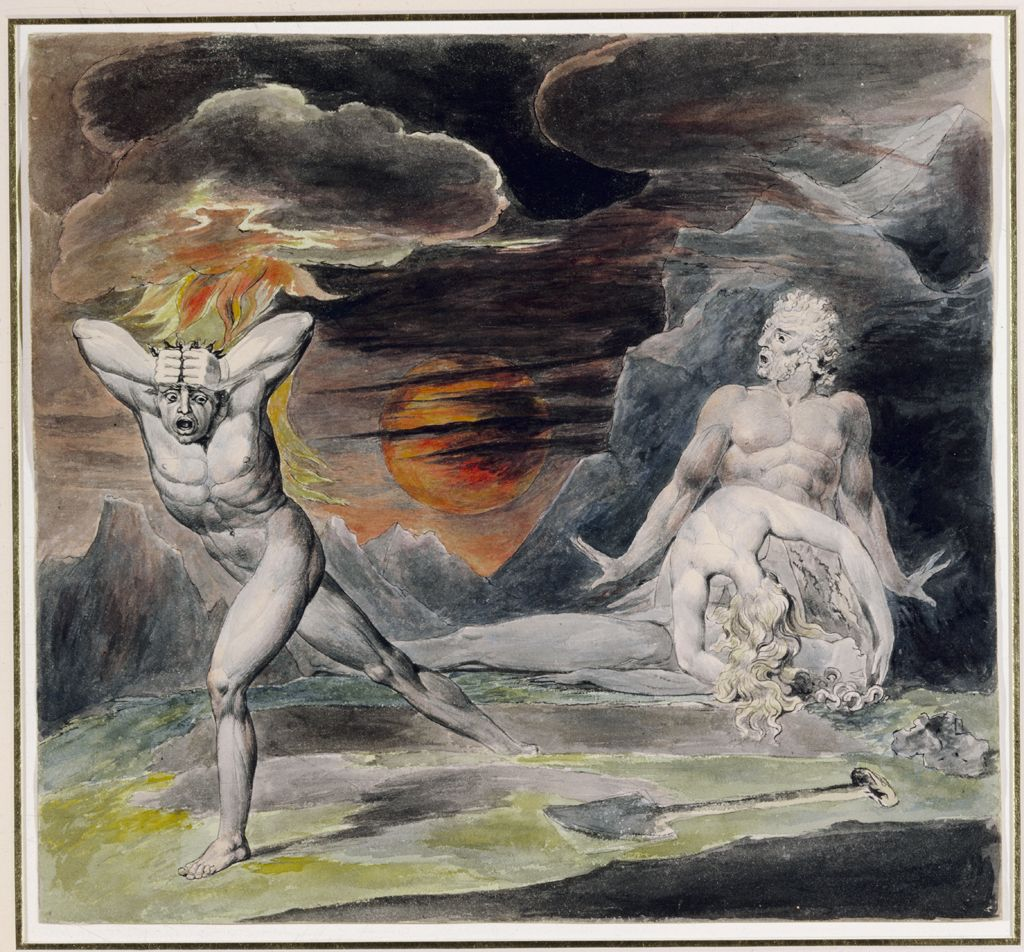
Caim fugindo da ira de Deus, desenho de William Blake, c. 1805-1809

Na Bíblia, todas as pestes e epidemias são anunciadas como um castigo divino. A ira de Deus é uma expressão antropopática para atitude de repreensão contra o pecado por Deus. Além de suas referências no Antigo Testamento, - onde é usada por Deus, não só para castigar os ímpios, mas também para julgar o justo, como em Jó 14:13 - a ira de Deus é mencionada em pelo menos vinte versículos do Novo Testamento. Entre estas, estão:
- João 3:36  - "O que crê no Filho, tem a vida eterna; o que, porém, desobedece ao Filho, não verá a vida, mas sobre ele permanece a ira de Deus."
- Romanos 1:18  - "A ira de Deus é revelada do céu contra toda a impiedade e injustiça daqueles que retêm a verdade em injustiça;"
- Romanos 5:9  -  "Ora muito mais, sendo agora justificados pelo seu sangue, seremos por ele salvos da ira."
- Romanos 12:19 - "Não vos vingueis a vós mesmos, amados, mas dai lugar à ira de Deus; porque está escrito: Minha é a vingança, eu retribuirei, diz o Senhor."
- Efésios 5:6 - "Ninguém vos engane com palavras vãs; pois por estas coisas vem a ira de Deus sobre os filhos da desobediência."
- Apocalipse 6:17  - "Porque é chegado o grande dia da ira deles, e quem pode subsistir?"
- Apocalipse 14:9 - "O anjo meteu a sua foice à terra e vindimou a videira da terra e lançou a vindima no grande lagar da ira de Deus."
- Apocalipse 15:1 - "Vi no céu outro sinal, grande e maravilhoso, sete anjos com as sete últimas pragas, pois nelas é consumada a ira de Deus."
- Apocalipse 19:15 - "Da sua boca saía uma espada afiada para com ela ferir as nações; ele as regerá com uma vara de ferro, e ele é o que pisa o lagar do vinho do furor da ira do Deus Todo-poderoso."

O Novo Testamento associa a ira de Deus especialmente com imagens do  Último Dia, alegoricamente descritas em Romanos 2:5 como o "dia da ira" e o Livro do Apocalipse.

## Pentateuco
O castigo divino é facilmente visto no Pentateuco ou cinco primeiros livros da Bíblia que se definem como o fundamento da hermenêutica dos outros livros da Bíblia. Os principais exemplos de punição divina no Pentateuco incluem:
| Passagem          | Incidente                                                                               | Motivo                                                                                        |
| ----------------- | --------------------------------------------------------------------------------------- | --------------------------------------------------------------------------------------------- |
| Gênesis 3:14-24   | Maldição sobre Adão e Eva e sua expulsão do Jardim do Éden                              | desobediência e desculpas incluindo culpar a Deus                                             |
| Gênesis 4:9-15    | Maldição sobre Caim após matar seu irmão, Abel                                          | fraude, assassinato, mentiras                                                                 |
| Gênesis 6-7       | A destruição pelo Dilúvio                                                               | mal desenfreado e Nefilim                                                                     |
| Gênesis 11:1-9    | A confusão de línguas na Torre de Babel                                                 | impiedade em grande escala                                                                    |
| Gênesis 19:23-29  | Destruição de Sodoma e Gomorra                                                          | pessoas sem valor para a redenção                                                             |
| Gênesis 38:6-10   | Destruição de Er e Onan                                                                 | por cometer maldade aos olhos do Senhor                                                       |
| Êxodo 7-14        | Dez pragas do Egito                                                                     | estabelecer poder sobre os deuses do Egito                                                    |
| Êxodo 19:10-25    | Ameaças divinas no Monte Sinai                                                          | avisar que a montanha é além de seus limites e santidade                                      |
| Êxodo 32          | Pragas no incidente do bezerro de ouro                                                  | renegar as pessoas por quebrar sua aliança com eles                                           |
| Levítico 10:1-2   | Nadabe e Abiú são queimados                                                             | acender com fogo desconhecido os seus incensários                                             |
| Levítico 26:14-39 | Maldições sobre os desobedientes                                                        | advertência divina                                                                            |
| Números 11        | Uma praga acompanha a doação de carne de codorna no deserto                             | rejeitar o dom da graça do alimento celeste, falhando em seu teste de obediência              |
| Números 16        | A rebelião de Corá, Datã e Abirão - Suas mortes sobrenaturais e a praga que se seguiram | insolência e por tentar auto-promoção para atribuições que eram indignos de manter            |
| Números 20:9-13   | Reprimenda de Moisés para a água de Meribá                                              | desobedecer as instruções do Senhor, mostrando desconfiança e indiferença na presença de Deus |
| Números 21        | Murmuração do povo e a praga das serpentes venenosas                                    | rejeitar a graça de Deus                                                                      |
| Números 25        | Prostituição com as moabitas resultando em praga                                        | violar pacto com Deus através de imoralidade sexual e por adorar outros deuses                |
| Deuteronômio 28   | Maldições pronunciadas sobre os desobedientes                                           | outro aviso divino                                                                            |